# Alpiscorpius alpha
Espèce
Synonymes
- Euscorpius germanus alpha Caporiacco, 1950
- Euscorpius alpha Caporiacco, 1950

Alpiscorpius alpha est une espèce de scorpions de la famille des Euscorpiidae.

## Distribution
Cette espèce se rencontre en Italie en Lombardie et en Suisse au Tessin et aux Grisons.
Les populations anciennement considérées comme appartenant à cette espèce plus occidentales appartiennent à Alpiscorpius beta et les populations plus orientales à Alpiscorpius delta.

## Systématique et taxinomie
Cette espèce a été décrite sous le protonyme Euscorpius germanus alpha par Caporiacco en 1950. Elle est élevée au rang d'espèce par Gantenbein, Fet, Barker et Scholl en 2000. Elle est placée dans le genre Alpiscorpius par Kovařík, Štundlová, Fet et Šťáhlavský en 2019, qui dans le même temps relèvent Alpiscorpius beta de sa synonymie.

## Publication originale
- Caporiacco, 1950 : Le specie e sottospecie del genere Euscorpius viventi in Italia ed in alcune zone confinanti. Atti della Accademia nazionale dei Lincei, Roma, sér. 8, vol. 2, no 4, p. 159-230.